# 392 Wilhelmina
392 Wilhelmina eller 1894 BF är en asteroid i huvudbältet, som upptäcktes 4 november 1894 av den tyske astronomen Max Wolf. den har fått sitt namn efter den nederländska drottningen Vilhelmina.
Asteroiden har en diameter på ungefär 60 kilometer.